# Giấy phép Tài liệu Tự do GNU

Biểu trưng GNU (hình cách điệu hóa linh dương đầu bò)

Giấy phép Tài liệu Tự do GNU (GFDL hoặc GNU FDL) là giấy phép bản quyền bên trái cho tài liệu tự do, do Quỹ Phần mềm Tự do (FSF) thiết kế cho Dự án GNU. Nó tương tự như Giấy phép Công cộng GNU, cung cấp cho người đọc quyền sao chép, tái phân phối và chỉnh sửa một tác phẩm và đòi hỏi tất cả các bản sao và tác phẩm phái sinh phải có thể được sử dụng với cùng giấy phép. Những bản sao có thể được bán thương mại, nhưng nếu được sản xuất với số lượng lớn (hơn 100), thì người nhận tác phẩm phải được phép truy xuất tài liệu gốc hoặc mã nguồn.
GFDL được thiết kế dành cho những bản hướng dẫn sử dụng, sách giáo khoa, các tài liệu tham khảo và chỉ dẫn khác và các tài liệu hướng dẫn thường đi kèm với phần mềm GNU. Tuy nhiên, nó có thể dùng cho bất kỳ tác phẩm nào dựa trên văn bản, bất kể chủ đề là gì. Ví dụ, bách khoa toàn thư trực tuyến tự do Wikipedia sử dụng GFDL cho tất cả các nội dung văn bản của nó.

## Mốc thời gian
FDL được phát hành dưới dạng bản sơ thảo để lấy ý kiến phản hồi vào cuối năm 1999. Sau nhiều lần cải tiến, phiên bản 1.1 được phát hành vào tháng 3 năm 2000, phiên bản 1.2 vào tháng 11 năm 2002, và phiên bản 1.3 vào tháng 11 năm 2008. Bản hiện tại của giấy phép là phiên bản 1.3.
Bản sơ thảo dùng để thảo luận đầu tiên của Giấy phép Tài liệu Tự do GNU phiên bản 2 được phát hành vào ngày 26 tháng 9 năm 2006, cùng với một bản sơ thảo của Giấy phép Tài liệu Tự do Đơn giản hóa GNU.
Phiên bản 1.3 của GNU FDL bao gồm một số cải tiến, chẳng hạn như các điều kiện mới được thêm vào trong quy trình GPLv3 để tăng cường tính toàn cầu hóa, làm rõ nghĩa hơn để giúp mọi người áp dụng giấy phép vào âm thanh và đoạn phim, và giảm nhẹ yêu cầu trong việc sử dụng một đoạn trích từ một tác phẩm.
Giấy phép Tài liệu Tự do Đơn giản hóa GNU mới được đề xuất không đòi hỏi phải duy trì Văn bản Bìa và các Phần Bất biến. Điều này sẽ cung cấp một tùy chọn giấy phép đơn giản cho tác giả nào không muốn sử dụng các tính năng này trong GNU FDL.
Vào ngày 1 tháng 12 năm 2007, Jimmy Wales thông báo rằng những cuộc thảo luận và đàm phán lâu dài giữa Quỹ Phần mềm Tự do, Creative Commons, Quỹ Wikimedia và những tổ chức khác đã đưa ra một đề xuất được cả Quỹ Phần mềm Tự do lẫn Creative Commons hỗ trợ để điều chỉnh Giấy phép Tài liệu Tự do sao cho nó cho phép Quỹ Wikimedia có khả năng chuyển các dự án sang giấy phép Creative Commons Ghi công - Chia sẻ tương tự (CC-BY-SA) tương tự. Những thay đổi này được hiện thực trong Phiên bản 1.3 của GFDL.

## Những điều kiện
Tài liệu được cấp phép theo phiên bản hiện tại của giấy phép có thể được sử dụng cho mục đích bất kỳ, miễn là việc sử dụng thỏa mãn một số điều kiện cụ thể.
- Tất cả các tác giả trước đó của tác phẩm phải được ghi công.
- Tất cả các thay đổi đối với tác phẩm đều phải được ghi lại.
- Tất cả các tác phẩm phái sinh phải được cấp phép dưới cùng một giấy phép.
- Toàn văn giấy phép, những phần bất biến không được chỉnh sửa do tác giả định nghĩa nếu có, và bất kỳ lời phủ nhận bảo hành nào khác được thêm vào (như lời phủ nhận chung cảnh giác người dùng rằng tài liệu có thể không chính xác chẳng hạn) và thông báo bản quyền từ các phiên bản trước phải được duy trì.
- Các tiêu chuẩn kỹ thuật như DRM có thể không được dùng để quản lý hoặc ngăn cản sự phân phối hoặc sửa đổi tài liệu.

### Tiết đoạn thứ cấp
Giấy phép phân biệt rõ ràng các loại "Tài liệu" với các "Tiết đoạn thứ cấp", những phần có thể không nằm trong Tài liệu, mà dùng trong các phần tài liệu ở phần trước hoặc phần phụ lục. Các tiết đoạn thứ cấp có thể chứa những thông tin liên quan đến mối quan hệ của tác giả hoặc của nhà xuất bản với nội dung của vấn đề, nhưng không phải bất kỳ nội dung nào của vấn đề. Trong khi Tài liệu tự nó là có thể sửa đổi được về tổng thể, và được bao trùm một cách thực chất bởi một giấy phép tương đương với (nhưng không tương thích tương hỗ với) Giấy phép Công cộng GNU, thì một số tiết đoạn thứ cấp có các hạn chế khác nhau, được tạo ra chủ yếu để giải quyết việc ghi công thích đáng cho các tác giả trước đó.
Đặc biệt, các tác giả của các phiên bản trước cần phải được biết đến và các "tiết đoạn bất biến" nhất định, được tác giả ban đầu chỉ rõ và giải quyết mối quan hệ của người đó với nội dung của vấn đề, có thể không được thay đổi. Nếu như tài liệu được sửa đổi, tên gọi của nó cũng phải thay đổi (trừ khi các tác giả trước đó cho phép giữ lại tên gọi). Giấy phép cũng có các điều khoản để xử lý các văn bản của bìa trước và bìa sau của sách, cũng như cho "Lịch sử", các tiết đoạn "Lời cảm ơn", "Lời đề tặng" và "Lời ghi đằng sau".

### Tái phân phối thương mại
GFDL đòi hỏi khả năng "sao chép và phân phối Tài liệu theo bất kỳ phương thức nào, có thể mang tính thương mại hoặc phi thương mại" và do đó không tương thích với những tài liệu không cho phép tái sử dụng thương mại. Những tài liệu hạn chế việc tái sử dụng thương mại không tương thích với giấy phép và không thể bỏ vào chung với tác phẩm. Tuy nhiên, việc đưa vào các tác phẩm với hạn chế như vậy có thể sử dụng hợp lý theo luật bản quyền Hoa Kỳ và tác phẩm đó không cần phải được gán giấy phép GFDL nếu tất cả các khả năng sử dụng về sau đều tuân thủ theo sử dụng hợp lý này. Một ví dụ cho việc sử dụng hợp lý một cách tự do và mang tính thương mại là tác phẩm nhại.

### Tương thích với CC-BY-SA
Mặc dù hai giấy phép đều cùng tuân theo nguyên tắc copyleft, GFDL không tương thích với giấy phép Ghi công Chia sẻ tương tự của Creative Commons. Tuy nhiên phiên bản 1.3 đã thêm một tiết đoạn mới cho phép một số website cụ thể hiện đang sử dụng GFDL có thể chuyển tiếp sang giấy phép CC-BY-SA.
Những miễn trừ này cho phép một dự án cộng tác dựa trên GFDL với nhiều tác giả có thể chuyển sang giấy phép CC-BY-SA 3.0 (thường đòi hỏi sự cho phép của tất cả các tác giả), nếu tác phẩm đó thỏa mãn các điều kiện sau:
1. Tác phẩm phải là sản phẩm của một "Trang mạng Cộng tác Nhiều tác giả với Quy mô lớn" (Massive Multiauthor Collaboration Site - MMC), ví dụ như wiki.
2. Nếu trên trang xuất hiện một nội dung bên ngoài được xuất bản đầu tiên tại một MMC, tác phẩm phải được cấp phép theo Phiên bản 1.3 của GNU FDL, hoặc một phiên bản cũ hơn nhưng với tuyên bố "hoặc bất kỳ phiên bản nào mới hơn", hoặc các tùy chọn Văn bản bìa hoặc Phần bất biến phải không được sử dụng. Nếu có chứa nội dung không được xuất bản đầu tiên tại MC, nó chỉ có thể được tái cấp phép nếu nó được thêm vào một MMC trước ngày 1 tháng 11 năm 2008.

Tiết 11 của giấy phép sẽ hết hạn sau ngày 1 tháng 8 năm 2009. Lý do của việc này là để ngăn ngừa điều khoản không bị sử dụng như một thước đo khả năng tương thích tổng quát. Quỹ Phần mềm Tự do nói rằng tất cả nội dung được thêm vào Wikipedia trước ngày 1 tháng 11 năm 2008 là một ví dụ thỏa mãn những điều kiện này.

## Chế tài
Wikipedia, nơi sử dụng giấy phép GFDL nổi tiếng nhất, chưa bao giờ kiện ra ai ra tòa để bắt buộc họ phải tuân thủ giấy phép. Một tòa án tại Hà Lan đã kiện một tạp chí thương mại vi phạm một giấy phép tương tự - CC-BY-NC-SA - khi in lại một bức ảnh đã được tải lên Flickr.

## Những chỉ trích về GFDL
Dự án Debian và Nathanael Nerode đã có lời phản đối giấy phép. Những lập trình viên Debian cuối cùng đã biểu quyết đồng ý những sản phẩm được cấp phép theo GFDL là thỏa mãn với Hướng dẫn Phần mềm Tự do Debian của họ miễn là điều khoản về phần bất biến không được sử dụng. Những người này đề nghị sử dụng những giấy phép thay thế như các giấy phép Creative Commons chia sẻ tương tự, Giấy phép Tài liệu BSD, hay thậm chí là sử dụng GNU GPL. Họ xem GFDL là giấy phép không tự do. Lý do là GFDL bắt buộc các văn bản "bất biến" không được thay đổi hoặc xóa đi, cùng với sự cấm đoán những hệ thống quản lý quyền lợi kỹ thuật số (DRM) khi sử dụng GFDL về mặt từ ngữ còn áp dụng cho cả "những bản sao chép cá nhân được tạo ra nhưng không phân phối".

### Điều khoản DRM
GNU FDL có chứa lời tuyên bố sau:
Nguyên văn:
You may not use technical measures to obstruct or control the reading or further copying of the copies you make or distribute.

Tạm dịch:

Bạn không được sử dụng bất kỳ phương tiện kỹ thuật nào để cản trở hoặc quản lý việc đọc hoặc sao chép về sau của những bản sao do bạn tạo ra hoặc phân phối.
Người ta chỉ trích ngôn từ này ở chỗ nó quá rộng, vì nó áp dụng cho cả những bản sao mang tính riêng tư được tạo ra những không phân phối. Điều này có nghĩa là người được cấp phép không được phép lưu trữ những bản sao tài liệu "được tạo ra" theo một định dạng tập tin hoặc sử dụng một kỹ thuật mã hóa mang tính thương mại nào.
Vào năm 2003, Richard Stallman đã bàn về câu nói trên trong danh sách gửi thư debian-legal:
Điều này có nghĩa là bạn không thể xuất bản chúng mà sử dụng những hệ thống DRM để hạn chế những người sở hữu bản sao này. Nó không có ý nói đến việc sử dụng kỹ thuật mã hóa hoặc quản lý truy cập tập tin đối với bản sao của chính bạn. Tôi sẽ nói chuyện với luật sư của chúng ta và xem xem câu này có cần phải làm rõ nghĩa hơn không.

### Những phần bất biến
Một tác phẩm GNU FDL có bị gây trở ngại một cách nhanh chóng vì tác phẩm đó sẽ được trao cho một tiêu đề mới, hoàn toàn khác và kèm theo một danh sách các tiêu đề trước đó của nó. Điều này có thể dẫn đến tình huống trong đó có một loạt các trang ghi tiêu đề, cùng những lời đề tặng, trong mỗi một bản sao của cuốn sách nếu nó đã được thay đổi nhiều lần. Những trang này không để bỏ đi cho đến khi nào tác phẩm thuộc về phạm vi công cộng sau khi hết hạn bản quyền.
Richard Stallman đã nói về những phần bất biến trong danh sách gửi thư debian-legal như sau:
Mục đích của những phần bất biến, kể từ những năm 80 khi chúng tôi lần đầu tiên biến Bản tuyên ngôn GNU thành một phần biến trong Sổ tay Sử dụng Emacs, là để đảm bảo rằng chúng không thể bị bỏ đi. Cụ thể hơn, là để đảm bảo rằng những người phân phối Emacs cùng với cả những phần mềm không tự do sẽ không thể xóa bỏ những tuyên bố về triết lý của chúng tôi, điều mà họ có thể sẽ nghĩ tới vì những tuyên bố đó đang phê phán hành động của họ.

### Không tương thích qua lại với GPL
GNU FDL không tương thích với GPL theo cả hai chiều: có nghĩa là những tài liệu GNU FDL không thể đặt vào mã GPL và những mã GPL cũng không thể đặt vào một sổ tay sử dụng theo GNU FDL. Vì lý do này, những đoạn mã ví dụ thường được cấp phép kép để chúng có thể xuất hiện trong tài liệu cũng như sử dụng trong một chương trình phần mềm tự do.
Trong hội nghị GPLv3 quốc tế tổ chức tại Barcelona vào ngày 22 và 23 tháng 6 năm 2006, Eben Moglen đã gợi ý rằng sẽ có một phiên bản mới của GPL phù hợp cho cả tài liệu:
Với việc phát biểu rằng LGPL chỉ là một giấy phép bổ sung nằm ở phía trên GPL, chúng ta đã đơn giản hóa không gian giấy phép của chúng ta rất nhiều. Nó cũng giống việc bỏ đi một lực trong vật lý vậy, đúng chứ? Nhưng chúng ta mới chỉ thống nhất điện từ yếu. Lý thuyết trường thống nhất vẫn thoát khỏi tay chúng ta cho đến khi nào cả những giấy phép tài liệu cũng chỉ là những giấy phép bổ sung nằm trên GPL. Tôi không biết làm thế nào chúng ta đạt được điều đó, nó là trọng lực, nó thật sự rất khó.

### Gánh nặng khi in ấn
GNU FDL đòi hỏi những người được cấp phép, khi in một tài liệu dưới giấy phép này, cũng phải kèm theo "Giấy phép này, những thông báo bản quyền, cùng thông báo giấy phép trong đó nói rằng Giấy phép này áp dụng cho Tài liệu" (this License, the copyright notices, and the license notice saying this License applies to the Document). Điều này có nghĩa là nếu một người được cấp phép in một bản sao bài viết mà văn bản của nó do GNU FDL điều chỉnh, anh hoặc chị ta cũng phải kèm theo một lời thông báo bản quyền và một bản in thực sự toàn văn GNU FDL, mà bản thân giấy phép này cũng đã là một tài liệu khá lớn. Tệ hơn nữa, những yêu cầu như vậy cũng áp dụng cho việc sử dụng đơn lẻ chỉ một hình ảnh (ví dụ, hình ảnh trên Wikipedia).

### Những dạng thức trong suốt
Định nghĩa của dạng thức "trong suốt" (transparent) khá phức tạp, và có thể khó áp dụng. Ví dụ, những bản vẽ được yêu cầu phải ở định dạng cho phép chúng được sửa đổi dễ dàng bằng "một chương trình vẽ nào đó dễ dàng có được". Định nghĩa "dễ dàng lấy được" (từ gốc "widely available") có thể khó diễn dịch, và có thể thay đổi theo thời gian, vì có những phần mềm ví dụ như chương trình sửa đổi hình ảnh Inkscape mã nguồn mở liên tục phát triển, nhưng vẫn chưa đạt đến phiên bản 1.0. Tiết đoạn này, được viết lại giữa phiên bản 1.1 và 1.2 của giấy phép, đã sử dụng không nhất quán các thuật ngữ "dễ dàng có được" và "mang tính thương mại" (proprietary) mà không định nghĩa chúng. Theo một diễn dịch sát với giấy phép, việc tham chiếu đến "chương trình soạn thảo văn bản chung" (generic text editors) có thể được diễn dịch là loại trừ bất kỳ định dạng nào mà con người không đọc được thậm chí nếu nó được một bộ xử lý văn bản mã nguồn mở sử dụng; còn theo một cách diễn dịch thoáng, định dạng.doc của Microsoft Word cũng có thể được xem là trong suốt, vì một nhóm con trong các tập tin.doc có thể được sửa đổi hoàn hảo bằng OpenOffice.org, và do đó định dạng này không phải là thứ "chỉ có thể đọc hoặc sửa đổi bằng những phần mềm xử lý văn bản thương mại" (that can be read and edited only by proprietary word processors).

## Các giấy phép nội dung tự do khác
Một số giấy phép trong số này được phát triển độc lập với GNU FDL, còn một số khác được phát triển để phản ứng lại với những khiếm khuyết trong GNU FDL.
- Giấy phép Tài liệu FreeBSD
- Các giấy phép Creative Commons
- Giấy phép Khoa học Thiết kế
- Giấy phép Nghệ thuật Tự do
- Giấy phép Nội dung Mở
- Giấy phép Xuất bản Mở
- Giấy phép Trò chơi Mở
- Giấy phép Tài liệu Chung  Lưu trữ ngày 31 tháng 10 năm 2001 tại Wayback Machine
- WTFPL

## Danh sách các dự án sử dụng GFDL
- Wikipedia
- PlanetMath
- Citizendium - dự án sử dụng GFDL cho những bài viết xuất phát từ Wikipedia.
- An Anarchist FAQ
- Marxists Internet Archive
- SourceWatch
- OpenHistory
- Last.fm - những bản miêu tả nghệ sĩ được cấp phép theo GFDL
- Free On-line Dictionary of Computing